# Apamea (Siria)
Apamea (en griego antiguo: Απάμεια; en árabe: آفاميا‎, Afamia), actualmente Qal`at al-Madhīq, fue una ciudad siria de la que hoy día solo se conservan las ruinas. Está situada a unos 50 km al noroeste de la actual Hama, junto al río Orontes. En época persa era conocida como Pharnaké. Fue ensanchada y fortificada por el primero de los reyes seleúcidas, Seleuco I Nicátor, en el año 300 a. C., quien puso el nombre a la ciudad en honor a su esposa, Apama. Durante el periodo helenístico también era conocida con el nombre macedonio de Pella.

## Historia

### Antes del periodo helenístico
La ocupación del emplazamiento se remonta al Paleolítico. Durante la Edad de Bronce, es posible que pueda identificarse con este sitio la ciudad de Nija, mencionada en textos egipcios, acadios e hititas. Tras las conquistas de Alejandro Magno, se convirtió en colonia macedonia con el nombre de Pella. 

### Periodo helenístico
En esta ciudad se firmó la paz en 188 a. C., entre Antíoco III Megas y los romanos, dos años después de la batalla de Magnesia.
Después de 142 a. C., el pretendiente Diodoto Trifón hizo de Apamea la base de sus operaciones.

## Periodo romano
En el 64 a. C., Pompeyo marchó hacia el sur desde sus cuarteles de invierno, probablemente en Antioquía o cerca de ella, y arrasó la fortaleza de Apamea cuando la ciudad fue anexionada a la República romana. En la revuelta de Siria, bajo el mando de Quinto Cecilio Baso, resistió a Julio César durante tres años, hasta la llegada de Casio en el 46 a. C.Al estallar la primera guerra Judeo-romana, los habitantes de Apamea perdonaron a los judíos que vivían entre ellos y no permitieron que fueran asesinados o llevados al cautiverio.Apamea fue capturada brevemente en el año 40 a. C. por las fuerzas pompeyano-partas.
Q. Emilio Segundo hizo un estudio de la población de la ciudad y del territorio que le pertenecía en el año 6 d. C., en el que contó "117.000 hom(ines) civ(ium)" - 117.000 varones ciudadanos, una cifra que se ha interpretado como una población total de 130.000 o 500.000, dependiendo de los métodos utilizados.
Gran parte de Apamea quedó destruida en el terremoto de Antioquía del 115 d. C., pero fue reconstruida posteriormente.
Desde 218 hasta 234 d. C., la legión II Partica estuvo estacionada en Apamea, cuando abandonó el apoyo del usurpador Macrino al emperador y se puso del lado del ascenso a la púrpura de Elagábalo, que derrotó a Macrino en la batalla de Antioquía.

## Periodo bizantino
Apamea fue destruida por Cosroes I en el siglo VI.
Durante la guerra bizantino-sasánida de 602-628, la ciudad cayó en 613 en manos de Shahrbaraz y estuvo en manos sasánidas hasta casi el final de la guerra.
En época cristiana se convirtió en un importante centro de filosofía y conocimientos, llegando a tener una población de más de 500.000 habitantes.

## Residentes notables
- Arquígenes (médico griego)
- Posidonio (filósofo griego)
- Aristarco de Tesalónica (obispo)
- Numenio de Apamea (filósofo griego)
- Jámblico de Calcis (Neoplatónico filósofo griego (ss. III-IV)
- Teodoreto (obispo)
- Evagrio Escolástico (historiador)

## Restos arqueológicos
Una recreación de la Gran Columnata de Apamea se encuentra expuesta en el Museo del Cincuentenario, en Bruselas, Bélgica.

## Galería fotográfica

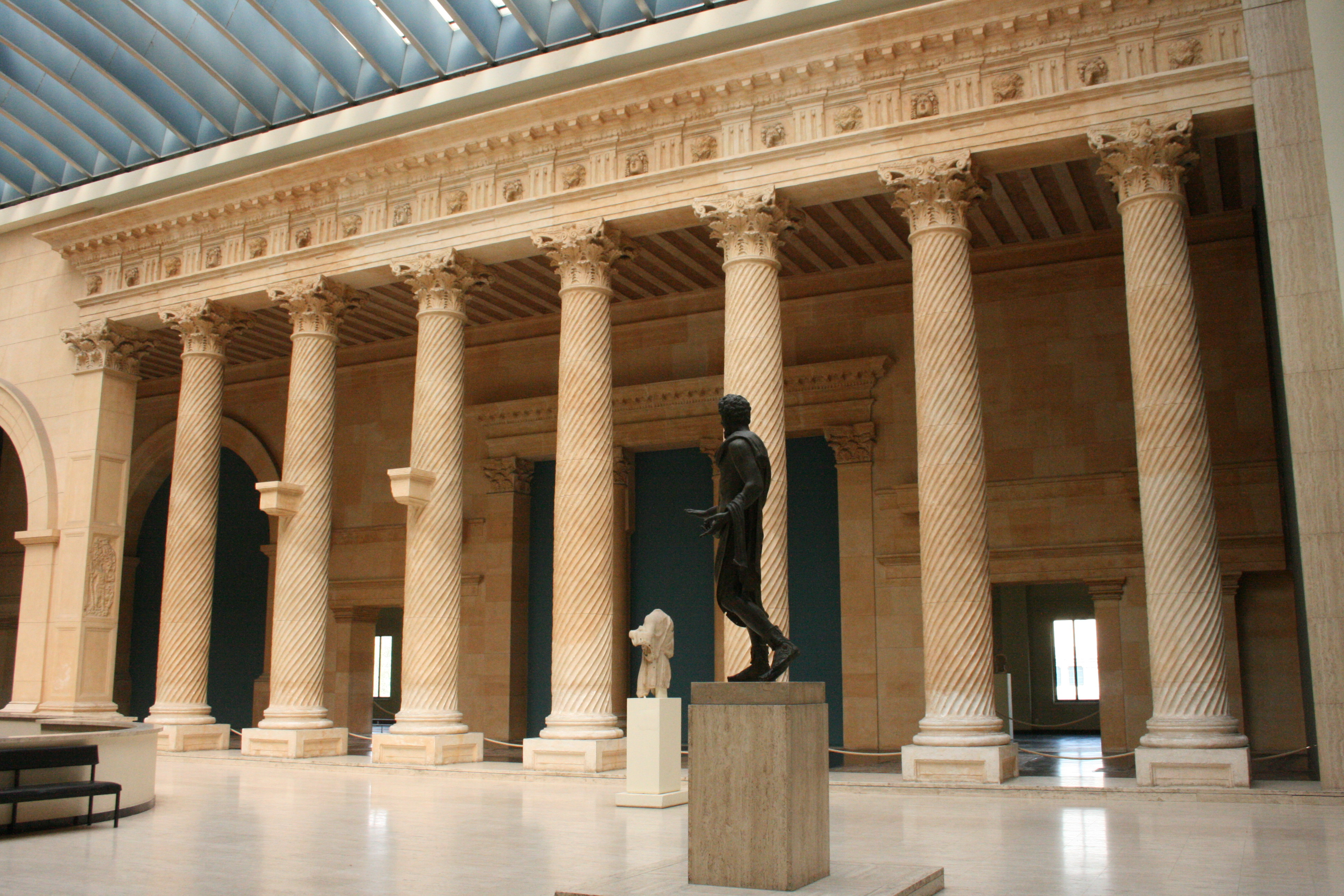
Gran Columnata de Apamea.
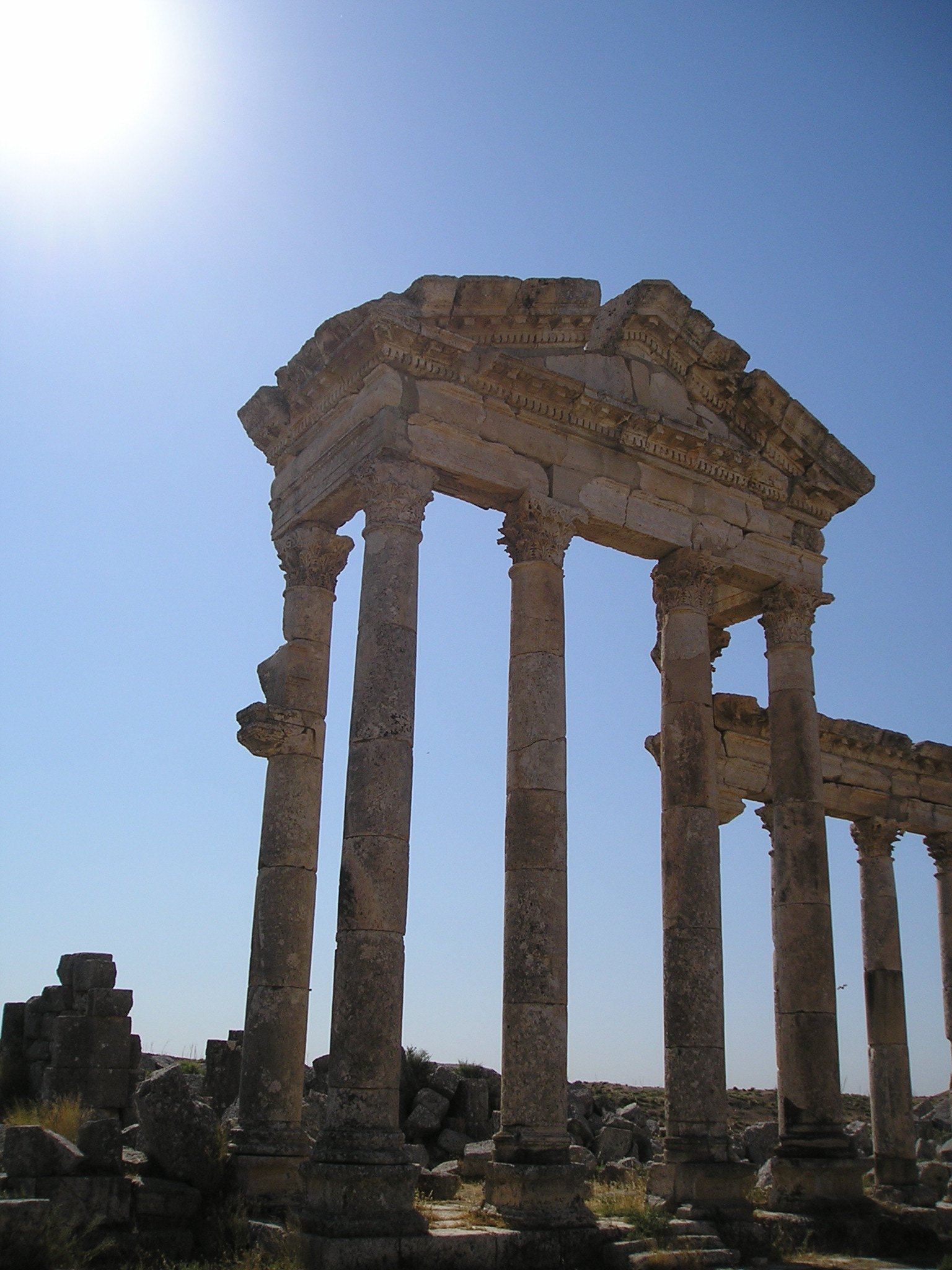
Pórtico de la ciudad de Apamea, (Siria).
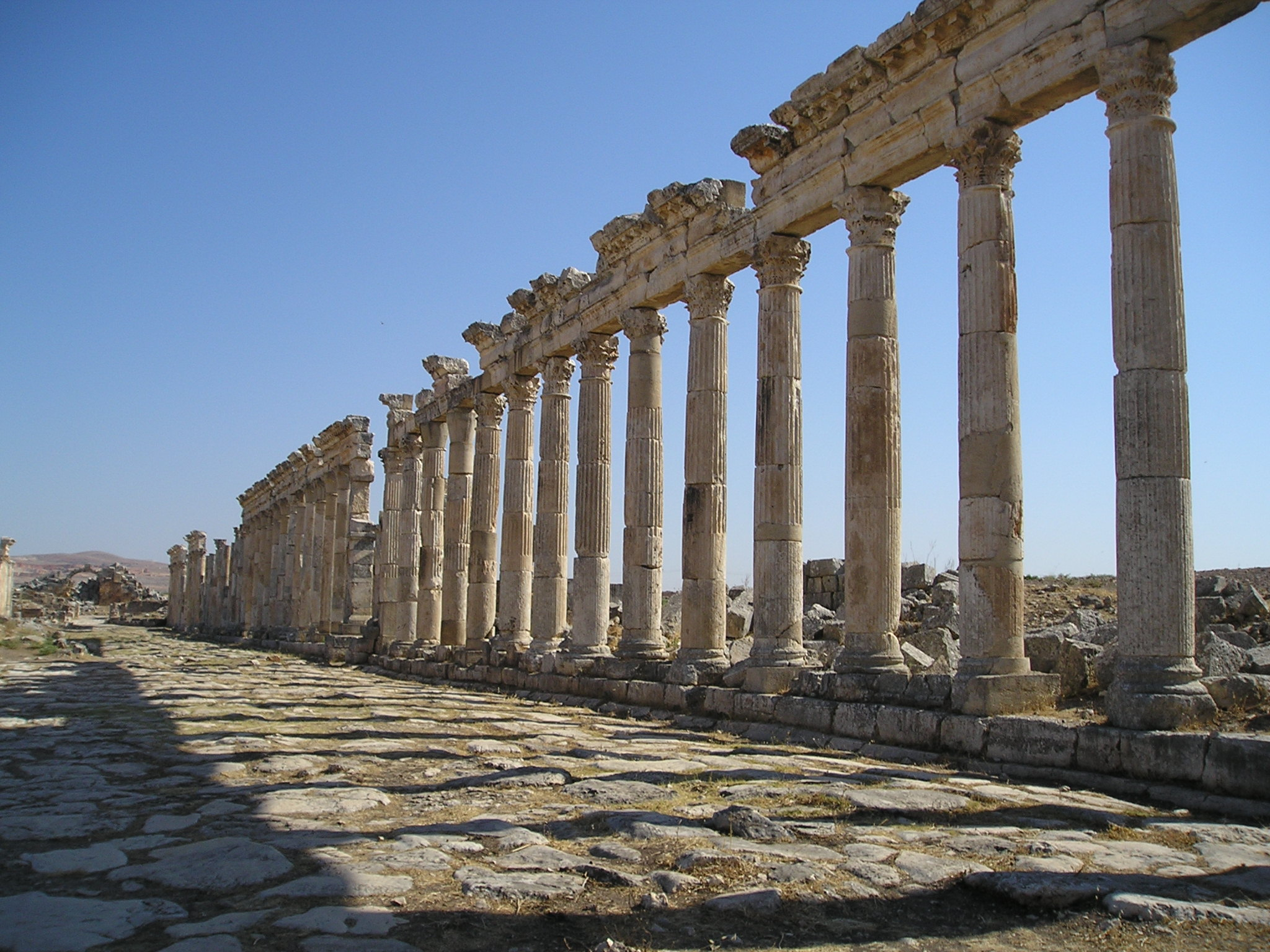
Cardo máximo o calle principal de norte a sur en la ciudad de Apamea (Siria).
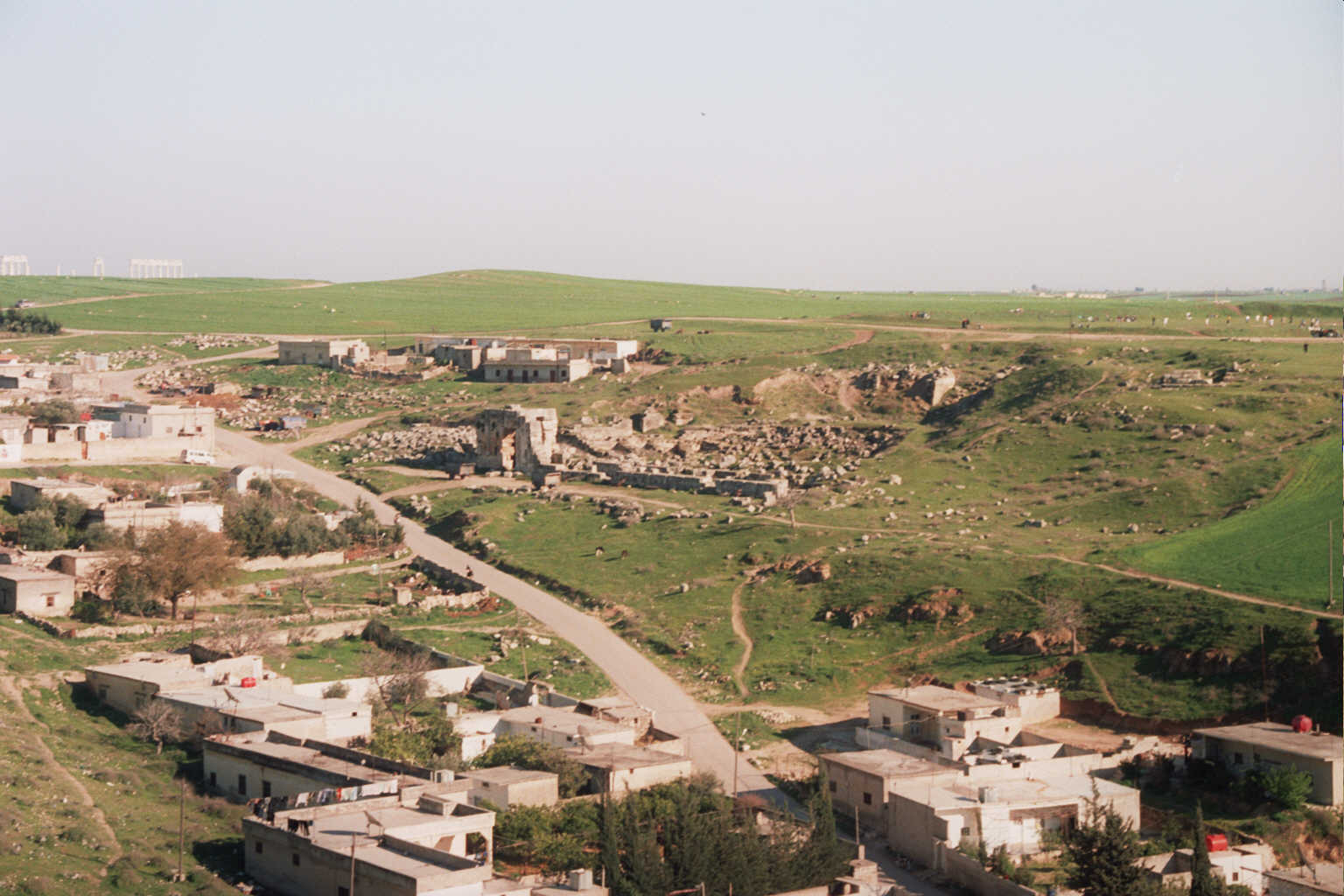
Antiguo teatro romano cerca del pueblo moderno
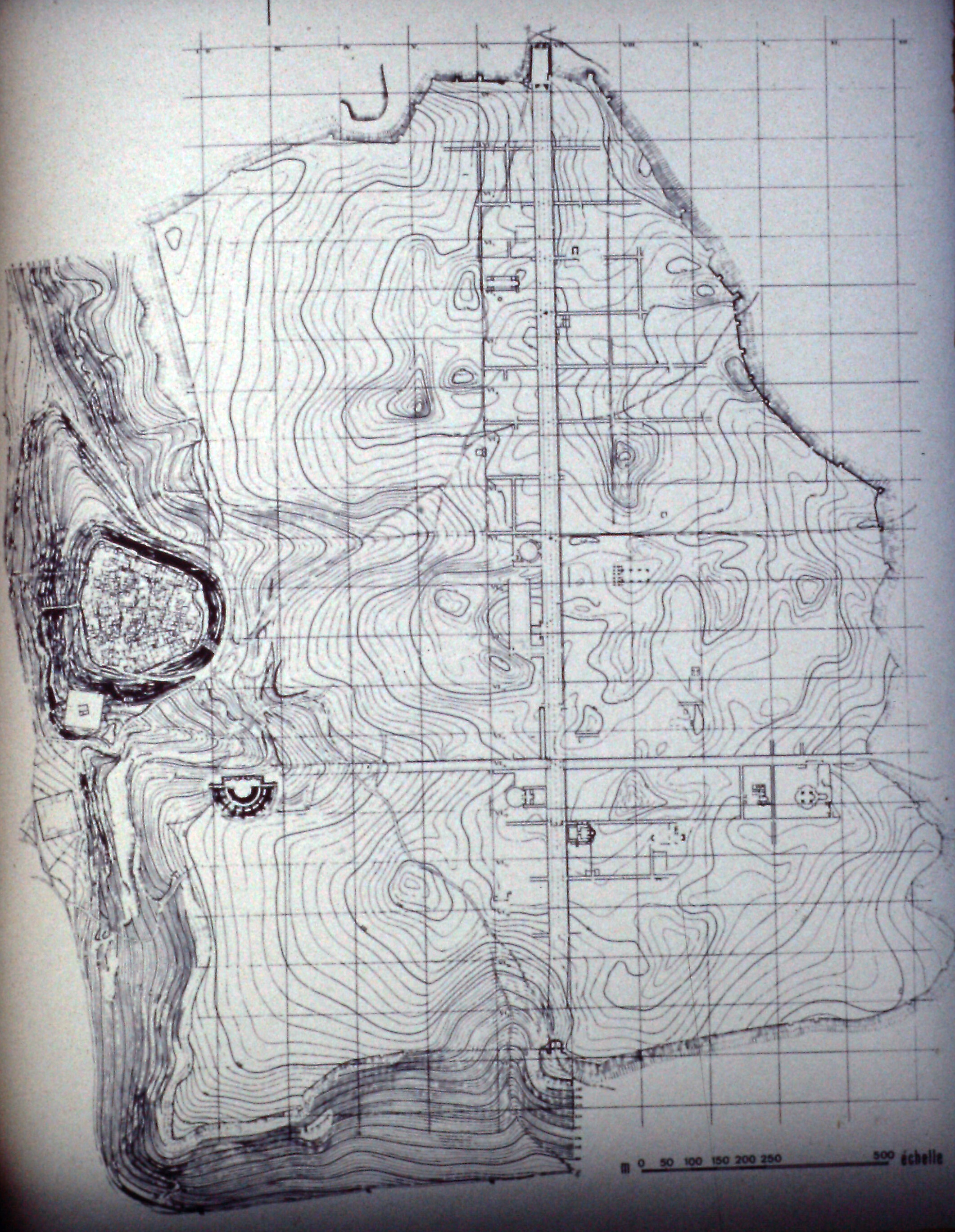
Mapa de contornos de Apamea